# 알리 말룰
알리 말룰(아랍어: علي معلول, Ali Maâloul, 1990년 1월 1일 ~ )은 튀니지의 축구 선수로 현재 이집트 프리미어리그의 알아흘리 SC에서 레프트 백으로 활약하고 있다.